# Шорвуд (Висконсин)
Шорвуд (енгл. Shorewood) град је у америчкој савезној држави Висконсин.

## Демографија
По попису из 2010. године број становника је 13.162, што је 601 (-4,4%) становника мање него 2000. године.
| Група             | 2000.          | 2010.          |
| Белци             | 12.365 (89,8%) | 11.299 (85,8%) |
| Афроамериканци    | 332 (2,4%)     | 384 (2,9%)     |
| Азијати           | 439 (3,2%)     | 740 (5,6%)     |
| Хиспаноамериканци | 345 (2,5%)     | 447 (3,4%)     |
| Укупно            | 13.763         | 13.162         |